# Saubrigues
Saubrigues é uma comuna francesa na região administrativa da Nova Aquitânia, no departamento Landes. Estende-se por uma área de 21,63 km². Em 2010 a comuna tinha 1 530 habitantes (densidade: 70,7 hab./km²).